# Ебрахім Мірзапур
Ебрахім Мірзапур (перс. ابراهیم میرزاپور‎‎, нар. 16 вересня 1978, Мемулан, Іран) — колишній іранський футболіст, що грав на позиції воротаря.
Виступав за національну збірну Ірану.

## Клубна кар'єра
У дорослому футболі дебютував 1997 року виступами за команду клубу «Фаджр Коррамабад», в якій провів один сезон, взявши участь у 22 матчах чемпіонату.
Своєю грою за цю команду привернув увагу представників тренерського штабу клубу «Фулад», до складу якого приєднався 1998 року. Відіграв за команду з Ахваза наступні вісім сезонів своєї ігрової кар'єри. Більшість часу, проведеного у складі «Фулада», був основним голкіпером команди.
Згодом з 2006 по 2012 рік грав у складі команд клубів «Естеглал Ахваз», «Стіл Азін», «Сайпа», «Пайкан» та «Шахрдарі» (Тебриз).
Завершив професійну ігрову кар'єру у клубі «Язд Лоулех», за команду якого виступав протягом 2012—2013 років.

## Виступи за збірну
2001 року дебютував в офіційних матчах у складі національної збірної Ірану. Протягом кар'єри у національній команді, яка тривала 8 років, провів у формі головної команди країни 74 матчі.
У складі збірної був учасником кубка Азії з футболу 2004 року у Китаї, на якому команда здобула бронзові нагороди, чемпіонату світу 2006 року у Німеччині, кубка Азії з футболу 2011 року у Катарі.

## Титули і досягнення
- Чемпіон Ірану: 2004-05

Збірні
- Переможець Азійських ігор: 2002
- Бронзовий призер Кубка Азії: 2004
- Переможець Чемпіонату Західної Азії: 2008